# 1998-as labdarúgó-világbajnokság (A csoport)
Az 1998-as labdarúgó-világbajnokság A csoportjának mérkőzéseit június 10. és június 23. között játszották. A csoportban a címvédő Brazília, Skócia, Marokkó és Norvégia szerepelt.
A csoportból Brazília és Norvégia jutott tovább. A mérkőzéseken 18 gól esett.

## Tabella
| Hely. | Csapat   | M | Gy | D | V | G+ | G– | Gk | P | Továbbjutás                                |
| ----- | -------- | - | -- | - | - | -- | -- | -- | - | ------------------------------------------ |
| 1.    | Brazília | 3 | 2  | 0 | 1 | 6  | 3  | +3 | 6 | Továbbjutott az egyenes kieséses szakaszba |
| 2.    | Norvégia | 3 | 1  | 2 | 0 | 5  | 4  | +1 | 5 | Továbbjutott az egyenes kieséses szakaszba |
| 3.    | Marokkó  | 3 | 1  | 1 | 1 | 5  | 5  | 0  | 4 |                                            |
| 4.    | Skócia   | 3 | 0  | 1 | 2 | 2  | 6  | −4 | 1 |                                            |

## Mérkőzések
Használt rövidítések (magyar rövidítés – angol rövidítés – poszt):
| - KA – GK – kapus - V – DF – hátvéd - S – SW – söprögető - JV – RB – jobb oldali védő - KV – CB – középső védő - BV – LB – bal oldali védő - JSZV – RWB – jobb szélső védő - BSZV – LWB – bal szélső védő | - KP – MF – középpályás - VKP – DM – védekező középpályás - BKP – LM – bal oldali középpályás - KKP – CM – középső középpályás - JKP – RM – jobb oldali középpályás | - JSZ – RW – jobb szélső - BSZ – LW – bal szélső - TKP – AM – támadó középpályás | - CS – ST, FW – csatár - JCS – RF – jobb oldali csatár - KCS – CF – középső csatár - BCS – LF – bal oldali csatár |

### Brazília – Skócia
| 1998. június 10. 17:30 |

| Brazília                          | 2–1               | Skócia                 |
| --------------------------------- | ----------------- | ---------------------- |
| César Sampaio 4' Boyd 73' (öngól) | (1–1) Jegyzőkönyv | Collins 38' (11-esből) |

| Stade de France, Saint-Denis Nézőszám: 80 000 Játékvezető: José García-Aranda (spanyol) |

| Brazília | Skócia |

| KA                   | 1  | Taffarel                |       |     |
| JV                   | 2  | Cafu                    |       |     |
| KV                   | 3  | Aldair                  | 45+2' |     |
| KV                   | 4  | Júnior Baiano           |       |     |
| BV                   | 6  | Roberto Carlos da Silva |       |     |
| KKP                  | 5  | César Sampaio           | 37'   |     |
| KKP                  | 8  | Dunga (csk)             |       |     |
| TKP                  | 7  | Giovanni                |       | 45' |
| TKP                  | 10 | Rivaldo                 |       |     |
| KCS                  | 9  | Ronaldo                 |       |     |
| KCS                  | 20 | Bebeto                  |       | 70' |
| Cserék:              |    |                         |       |     |
| KP                   | 18 | Leonardo                |       | 45' |
| CS                   | 19 | Denílson                |       | 70' |
| Szövetségi kapitány: |    |                         |       |     |
| Mário Zagallo        |    |                         |       |     |

| KA                   | 1  | Jim Leighton       |     |     |
| JV                   | 3  | Tom Boyd           |     |     |
| KV                   | 4  | Colin Calderwood   |     |     |
| KV                   | 5  | Colin Hendry (csk) |     |     |
| BV                   | 22 | Christian Dailly   |     | 85' |
| JKP                  | 14 | Paul Lambert       |     |     |
| KKP                  | 8  | Craig Burley       |     |     |
| BKP                  | 11 | John Collins       |     |     |
| JCS                  | 7  | Kevin Gallacher    |     |     |
| KCS                  | 9  | Gordon Durie       |     |     |
| BCS                  | 10 | Darren Jackson     | 25' | 79' |
| Cserék:              |    |                    |     |     |
| KP                   | 17 | Billy McKinlay     |     | 79' |
| V                    | 6  | Tosh McKinlay      |     | 85' |
| Szövetségi kapitány: |    |                    |     |     |
| Craig Brown          |    |                    |     |     |

| Asszisztensek: Fernando Tresaco Gracia (spanyol) Jorge Luis Arango (kolumbiai) Negyedik játékvezető: Gamál al-Gandúr (egyiptomi) |

### Marokkó – Norvégia
| 1998. június 10. 21:00 |

| Marokkó              | 2–2               | Norvégia                   |
| -------------------- | ----------------- | -------------------------- |
| Hadzsí 38' Hadda 59' | (1–0) Jegyzőkönyv | Síbú 46' (öngól) Eggen 60' |

| Stade de la Mosson, Montpellier Nézőszám: 29 800 Játékvezető: Phirom Anpraszöt (thaiföldi) |

| Marokkó | Norvégia |

| KA                   | 12 | Drísz Benzekrí          |     |       |
| V                    | 2  | Abdeliláh Száber        |     |       |
| V                    | 3  | Abdelkrim el-Hadríúí    |     |       |
| V                    | 4  | Júszef Rúszí            |     |       |
| V                    | 6  | Núr ed-Dín Najbet (csk) |     |       |
| KP                   | 7  | Musztafí Hadzsí         |     |       |
| KP                   | 8  | Szaíd Síba              | 79' |       |
| CS                   | 9  | Abdeljalil Hadda        |     | 87'   |
| CS                   | 14 | Szaláháddín Baszír      |     |       |
| KP                   | 18 | Júszef Síbú             |     | 78'   |
| V                    | 20 | Táhar el-Halezs         |     | 90+1' |
| Cserék:              |    |                         |     |       |
| KP                   | 17 | Gharib Amzine           |     | 78'   |
| CS                   | 11 | Alí el-Hattábí          |     | 87'   |
| KP                   | 16 | Rasíd Azúzí             |     | 90+1' |
| Szövetségi kapitány: |    |                         |     |       |
| Henri Michel         |    |                         |     |       |

| KA                   | 1  | Frode Grodås (csk)  |  |     |
| V                    | 3  | Ronny Johnsen       |  |     |
| V                    | 4  | Henning Berg        |  |     |
| V                    | 5  | Stig Inge Bjørnebye |  |     |
| KP                   | 7  | Erik Mykland        |  |     |
| KP                   | 8  | Øyvind Leonhardsen  |  |     |
| CS                   | 9  | Tore André Flo      |  |     |
| KP                   | 10 | Kjetil Rekdal       |  |     |
| V                    | 15 | Dan Eggen           |  |     |
| CS                   | 17 | Håvard Flo          |  | 72' |
| CS                   | 20 | Ole Gunnar Solskjær |  | 45' |
| Cserék:              |    |                     |  |     |
| KP                   | 21 | Vidar Riseth        |  | 45' |
| KP                   | 6  | Ståle Solbakken     |  | 72' |
| Szövetségi kapitány: |    |                     |  |     |
| Egil Olsen           |    |                     |  |     |

| Asszisztensek: Abdul Hamid Halim (maláj) Nimal Wickeramatunge (Srí Lanka-i) Negyedik játékvezető: Edward Lennie (ausztrál) |

### Skócia – Norvégia
| 1998. június 16. 17:30 |

| Skócia     | 1–1               | Norvégia   |
| ---------- | ----------------- | ---------- |
| Burley 66' | (0–0) Jegyzőkönyv | H. Flo 46' |

| Parc Lescure, Bordeaux Nézőszám: 31 800 Játékvezető: Vágner László (magyar) |

| Skócia | Norvégia |

| KA                   | 1  | Jim Leighton       |     |     |
| V                    | 3  | Tom Boyd           |     |     |
| V                    | 4  | Colin Calderwood   |     | 59' |
| V                    | 5  | Colin Hendry (csk) |     |     |
| CS                   | 7  | Kevin Gallacher    |     |     |
| KP                   | 8  | Craig Burley       |     |     |
| CS                   | 9  | Gordon Durie       | 24' |     |
| CS                   | 10 | Darren Jackson     | 56' | 61' |
| KP                   | 11 | John Collins       |     |     |
| KP                   | 14 | Paul Lambert       |     |     |
| KP                   | 22 | Christian Dailly   |     |     |
| Cserék:              |    |                    |     |     |
| V                    | 16 | David Weir         |     | 59' |
| KP                   | 2  | Jackie McNamara    |     | 61' |
| Szövetségi kapitány: |    |                    |     |     |
| Craig Brown          |    |                    |     |     |

| KA                   | 1  | Frode Grodås (csk)  |     |     |
| V                    | 3  | Ronny Johnsen       |     |     |
| V                    | 4  | Henning Berg        | 58' | 81' |
| V                    | 5  | Stig Inge Bjørnebye |     |     |
| KP                   | 6  | Ståle Solbakken     |     |     |
| CS                   | 9  | Tore André Flo      |     |     |
| KP                   | 10 | Kjetil Rekdal       | 53' |     |
| V                    | 15 | Dan Eggen           |     |     |
| CS                   | 17 | Håvard Flo          |     | 60' |
| KP                   | 21 | Vidar Riseth        |     | 71' |
| KP                   | 22 | Roar Strand         |     |     |
| Cserék:              |    |                     |     |     |
| KP                   | 11 | Mini Jakobsen       |     | 60' |
| CS                   | 18 | Egil Østenstad      |     | 71' |
| V                    | 2  | Gunnar Halle        |     | 81' |
| Szövetségi kapitány: |    |                     |     |     |
| Egil Olsen           |    |                     |     |     |

| Asszisztensek: Evžen Amler (cseh) Laurent Rausis (svájci) Negyedik játékvezető: Abd er-Rahmán ez-Zejd (Szaúd-arábiai) |

### Brazília – Marokkó
| 1998. június 16. 21:00 |

| Brazília                            | 3–0               | Marokkó |
| ----------------------------------- | ----------------- | ------- |
| Ronaldo 9' Rivaldo 45+2' Bebeto 50' | (2–0) Jegyzőkönyv |         |

| Stade de la Beaujoire, Nantes Nézőszám: 35 500 Játékvezető: Nyikolaj Levnyikov (orosz) |

| Brazília | Marokkó |

| KA                   | 1  | Taffarel       |     |     |
| V                    | 2  | Cafu           |     |     |
| V                    | 3  | Aldair         |     |     |
| V                    | 4  | Júnior Baiano  | 87' |     |
| KP                   | 5  | César Sampaio  | 36' | 68' |
| V                    | 6  | Roberto Carlos |     |     |
| KP                   | 8  | Dunga (csk)    |     |     |
| CS                   | 9  | Ronaldo        |     |     |
| KP                   | 10 | Rivaldo        |     | 87' |
| KP                   | 18 | Leonardo       |     |     |
| CS                   | 20 | Bebeto         |     | 72' |
| Cserék:              |    |                |     |     |
| KP                   | 17 | Doriva         |     | 68' |
| CS                   | 21 | Edmundo        |     | 72' |
| CS                   | 19 | Denílson       |     | 87' |
| Szövetségi kapitány: |    |                |     |     |
| Mário Zagallo        |    |                |     |     |

| KA                   | 12 | Drísz Benzekrí          |     |     |
| V                    | 2  | Abdeliláh Száber        |     | 76' |
| V                    | 3  | Abdelkrim el-Hadríúí    |     |     |
| V                    | 4  | Júszef Rúszí            |     |     |
| V                    | 6  | Núr ed-Dín Najbet (csk) |     |     |
| KP                   | 7  | Musztafí Hadzsí         |     |     |
| KP                   | 8  | Szaíd Síba              | 64' | 76' |
| CS                   | 9  | Abdeljalil Hadda        | 32' | 88' |
| CS                   | 14 | Szaláháddín Baszír      |     |     |
| KP                   | 18 | Júszef Síbú             |     |     |
| V                    | 20 | Táhar el-Halezs         |     |     |
| Cserék:              |    |                         |     |     |
| V                    | 15 | Lahszen Abrámí          |     | 76' |
| KP                   | 17 | Gharib Amzine           |     | 76' |
| KP                   | 11 | Alí el-Hattábí          |     | 88' |
| Szövetségi kapitány: |    |                         |     |     |
| Henri Michel         |    |                         |     |     |

| Asszisztensek: Jurij Dupanov (fehérorosz) Mark Warren (angol) Negyedik játékvezető: Paul Durkin (angol) |

### Brazília – Norvégia
| 1998. június 23. 21:00 |

| Brazília   | 1–2               | Norvégia                            |
| ---------- | ----------------- | ----------------------------------- |
| Bebeto 78' | (0–0) Jegyzőkönyv | T. A. Flo 83' Rekdal 88' (11-esből) |

| Stade Vélodrome, Marseille Nézőszám: 55 000 Játékvezető: Esfandiar Baharmast (amerikai) |

| Brazília | Norvégia |

| KA                   | 1  | Taffarel       |
| V                    | 2  | Cafu           |
| V                    | 4  | Júnior Baiano  |
| V                    | 6  | Roberto Carlos |
| KP                   | 8  | Dunga (csk)    |
| CS                   | 9  | Ronaldo        |
| KP                   | 10 | Rivaldo        |
| V                    | 14 | Gonçalves      |
| KP                   | 18 | Leonardo       |
| CS                   | 19 | Denílson       |
| CS                   | 20 | Bebeto         |
| Szövetségi kapitány: |    |                |
| Mário Zagallo        |    |                |

| KA                   | 1  | Frode Grodås (csk)  |     |     |
| V                    | 3  | Ronny Johnsen       |     |     |
| V                    | 4  | Henning Berg        |     |     |
| V                    | 5  | Stig Inge Bjørnebye |     |     |
| KP                   | 8  | Øyvind Leonhardsen  | 54' |     |
| CS                   | 9  | Tore André Flo      |     |     |
| KP                   | 10 | Kjetil Rekdal       |     |     |
| V                    | 15 | Dan Eggen           |     |     |
| CS                   | 17 | Håvard Flo          |     | 68' |
| KP                   | 21 | Vidar Riseth        |     | 79' |
| KP                   | 22 | Roar Strand         |     | 45' |
| Cserék:              |    |                     |     |     |
| KP                   | 7  | Erik Mykland        | 59' | 45' |
| CS                   | 20 | Ole Gunnar Solskjær |     | 68' |
| KP                   | 16 | Jostein Flo         |     | 79' |
| Szövetségi kapitány: |    |                     |     |     |
| Egil Olsen           |    |                     |     |     |

| Asszisztensek: Gennaro Mazzei (olasz) Dramane Danté (mali) Negyedik játékvezető: Arturo Brizio Carter (mexikói) |

### Skócia – Marokkó
| 1998. június 23. 21:00 |

| Skócia | 0–3               | Marokkó                  |
| ------ | ----------------- | ------------------------ |
|        | (0–1) Jegyzőkönyv | Baszír 22' 85' Hadda 46' |

| Stade Geoffroy-Guichard, Saint-Étienne Nézőszám: 30 600 Játékvezető: Ali Búdzsszajm (egyesült arab emírségekbeli) |

| Skócia | Marokkó |

| KA                   | 1  | Jim Leighton       |     |     |
| KP                   | 2  | Jackie McNamara    |     | 54' |
| V                    | 3  | Tom Boyd           |     |     |
| V                    | 5  | Colin Hendry (csk) |     |     |
| CS                   | 7  | Kevin Gallacher    | 21' |     |
| KP                   | 8  | Craig Burley       | 53′ |     |
| CS                   | 9  | Gordon Durie       |     | 83' |
| KP                   | 11 | John Collins       |     |     |
| KP                   | 14 | Paul Lambert       |     |     |
| V                    | 16 | David Weir         |     |     |
| V                    | 22 | Christian Dailly   |     |     |
| Cserék:              |    |                    |     |     |
| V                    | 6  | Tosh McKinlay      |     | 54' |
| CS                   | 20 | Scott Booth        |     | 83' |
| Szövetségi kapitány: |    |                    |     |     |
| Craig Brown          |    |                    |     |     |

| KA                   | 12 | Drísz Benzekrí          |     |     |
| V                    | 2  | Abdeliláh Száber        |     | 72' |
| V                    | 5  | Szmahí Tríkí            |     |     |
| V                    | 6  | Núr ed-Dín Najbet (csk) |     |     |
| KP                   | 7  | Musztafí Hadzsí         |     |     |
| CS                   | 9  | Abdeljalil Hadda        |     |     |
| CS                   | 14 | Szaláháddín Baszír      |     |     |
| V                    | 15 | Lahszen Abrámí          |     |     |
| KP                   | 17 | Gharib Amzine           |     | 76' |
| KP                   | 18 | Júszef Síbú             | 81' | 87' |
| V                    | 20 | Táhar el-Halezs         |     |     |
| Cserék:              |    |                         |     |     |
| V                    | 4  | Júszef Rúszí            |     | 72' |
| KP                   | 16 | Rasíd Azúzí             |     | 76' |
| V                    | 19 | Zsamál Szelámí          |     | 87' |
| Szövetségi kapitány: |    |                         |     |     |
| Henri Michel         |    |                         |     |     |

| Asszisztensek: Luis Torres Zúñiga (Costa Rica-i) Lencie Fred (vanuatui) Negyedik játékvezető: Vágner László (magyar) |